# Francisco Gómez (futbolista argentino)
Francisco Gómez (Santa Rosa, La Pampa) es un futbolista argentino que se desempeña como arquero en las divisiones inferiores de Racing Club. Es internacional con la selección de fútbol sub-20 de Argentina.

## Trayectoria

### Racing Club
Francisco Gómez  se formó en el club "La Barraca" y fue parte del seleccionado de la liga cultural pampeana. Es por esa razón que captó la atención de los dirigentes de Racing Club en 2019, y fue promovido a la reserva del mismo.

## Selección nacional
El 14 de febrero de 2022, fue citado por Javier Mascherano para formar parte de la selección argentina sub-20.  Participó del  Torneo Maurice Revello en 2022.
| Torneo                      | Sede     | Resultado    | Partidos | Goles |
| --------------------------- | -------- | ------------ | -------- | ----- |
| Sudamericano Sub-20 de 2023 | Colombia | Primera fase | 0        | 0     |

## Palmarés

### Torneos internacionales
| Título              | Equipo      | Sede           | Año  |
| ------------------- | ----------- | -------------- | ---- |
| Copa Sudamericana   | Racing Club | Asunción       | 2024 |
| Recopa Sudamericana | Racing Club | Rio de Janeiro | 2025 |